# Лоренцо ди Креди
Лорèнцо ди Крèди с рождено име Лоренцо ди Андреа д'Одериго (на италиански: Lorenzo di Credi, Lorenzo di Andrea d'Oderigo; * 1459/1460 във Флоренция, Флорентинска република; † 12 януари 1537, пак там), е италиански художник, златар и скулптор. Рисува мадони и портрети. 
Ученик на Андреа дел Верокио, който го нарича „свой наследник“, той ръководи ателието му, когато работи във Венеция върху конната статуя на Колеони и пренася тялото му обратно във Флоренция от Венеция през 1488 г.

## Биография
Той е син и ученик на златаря Андреа д'Одериго и на съпругата му Лиза. Има пет братя и сестри.
Още като млад учи рисуване и скулптура в работилницата на Андреа Верокио. Негов съученик е Леонардо да Винчи. Обучението му води до завършения му стил, изграден с резки и прецизни линии – маниер, който повлиява на Леонардо; впоследствие ролите се разменят и именно Лоренцо приветства нюансите на Леонардо и много тънките му велатури. Той става основен асистент на Верокио и наследява работилницата му след смъртта му през 1488 г.
През 1485 – 1491 г. той изпълнява за работилницата Мадона ди Пиаца за Катедралата на Пистоя. Произведението е поръчано на Верокио още през 1475 г., но е завършено с помощта на други ученици, включително Пиетро Перуджино и може би Леонардо да Винчи (за когото се предполага авторството на плочата на постамента, изобразяваща Благовещение, често приписвано обаче на самия Лоренцо).
Сред ранните му творби са Благовещение (Уфици, Флоренция), два панела с Мадоната с Младенеца от ок. 1475 г. (Галерия Сабауда, Торино) и още един в Националната галерия (Лондон), тондото с Поклонението пред Младенеца от ок. 1480 г. (Пинакотека „Куерини Стампаля, Венеция). По-късни са Мадона и светци (Лувър, Париж) от 1493 г. и Поклонението на пастирите (Уфици, Флоренция). 
По-земните бюргери предпочитат по-трезвото и прозаично майсторство на Лоренцо ди Креди. Най-добрите му творби се отнасят към 1480—90-те години – това са неголеми религиозни картини и портрети, в които той използва интериорни и пейзажни мотиви, отдавна изработени в ателието. В повечето свои портрети той използва по-ясна композиция, позволяваща да се покаже жестикулацията на ръцете. Такъв портрет е Дамата с жасмините (Портрет на Катерина Сфорца), запазен в Градската художествена галерия на Форли. Жената е изобразена в стая, на фона на завеси, през отворите по краищата се вижда пейзаж по нидерландски маниер. В ръцете ѝ има клонка – символ на покаяние и смирение, даващ очищение. Лицето е доста прозаично, сближавайки се с флорентинките на Доменико Гирландайо. Картината предизвика разгорещен дебат, особено след като немската изследователка Магдалена Зьост, изучавайки я внимателно, стигна до извода, че Мона Лиза на Леонардо всъщност е Катерина Сфорца – господарката на Форли и Имола и по-късно затворничка на Чезаре Борджия. 
Някои от горепосочените произведения се смятат за най-добрите на твореца, в които той съчетава влияние от Верокио с мекотата на Леонардо и внимание към детайла във фламандски стил.
Във Фиезоле той нанася важни промени на първия от трите панела на Фра Анджелико за олтарите на църквата „Сан Доменико“:  т. нар. Олтарна картина от Фиезоле (негова е архитектурата, балдахинът, пейзажът и разширението на пода). 
В ректората на енорийската църква „Сан Пиетро“ в Сан Пиетро а Сиеве има картина, изобразяваща приписвана му Мадона с младенеца. 
След 1497 г. той става последовател на Савонарола и отхвърля светските теми. В своята зряла дейност се вглежда и във Фра Бартоломео, Перуджино и младия Рафаело, и от тази фаза са Разпятие (Музей на Гьотинген) и Благовещение (Кеймбридж). Неговите рисунки включват Глава на младеж (Албертина, Виена) и Глава на младеж с плоска шапка (Художествена палата на Дюселдорф).
Лоренцо се оттегля в своята работилница, където живее като в манастирска килия. 
През 1531 г. влиза в болницата към църквата „Санта Мария Нуова“, където умира на 12 януари 1537 г. на около 78-годишна възраст.
Джорджо Вазари пише биография на Лоренцо ди Креди в своите „Жизнеописания на най-известните живописци“. Въпреки че Вазари хвали изкуството му заради високия му завършек, той го критикува, че е перфекционист, който е прекалено усърден, смила пигментите си твърде фино и прекарва твърде много време в дестилация на маслата си.
Лоренцо ди Креди има много ученици. Най-важният от тях е Джовани Антонио Соляни, който му помага за много от късните му творби. Други ученици са Томазо ди Стефано Лунети и Антонио дел Черайоло. Сътрудниците и последователите включват Джовани ди Бенедето Чанфанини, Майсторът на Възнесение на Магдалина от Джонсън (кръстен на картина, която сега е във Филаделфия) и анонимният художник, известен като „Томазо“ (наричан още Томазо ди Креди, Майсторът от Чарторийското тондо или Майсторът на разговора на Разговора със Светия дух).

## Основни произведения
- Мадона ди Пиаца (Madonna di Piazza), с Верокио, ок. 1474-1486, Катедрала на Пистоя
- Благовещение (Annunciazione), приписвана и на Леонардо да Винчи, ок. 1475-1478, темпера върху дърво, 16×60 cm, Лувър (Париж)
- Мадона Драйфус (Madonna Dreyfus), копие на Леонардо?, ок. 1475-1480, маслена картина върху дърво, 16,5x13,4 cm, Национален художествен музей (Вашингтон)
- Мадоната с Младенеца (Madonna col Bambino), ок. 1475, на дърво, Музей за изящни изкуства (Страсбург)
- Поклонението пред Младенеца (Adorazione del Bambino), ок. 1480, диам. 27 cm, Фондация „Куерини Стампаля“ (Венеция)
- Благовещение (Annunciazione), ок. 1480-85, Уфици (Флоренция)
- Мадоната с Младенеца (Madonna col Bambino), ок. 1480/90, темпера и маслена картина върху дърво, 88x58 cm, Градски музей на Майнц
- Портрет на Катерина Сфорца/ Дамата с жасмините (Ritratto di Caterina Sforza o Dama dei gelsomini), ок. 1485-1490, Градска пинакотека на Форли
- Светото семейство (Sacra Famiglia), ок. 1490, върху топола, 37x27 cm, Галерия на старите майстори (Дрезден)
- Стигматите на Св. Франциск (Le stigmate di S. Francesco), ок. 1490, Музей „Феш“ (Аячо)
- Мадоната с Младенеца между светиите Юлиан и Николай (Madonna col Bambino tra i santi Giuliano e Nicola), 1490-92, дърво, 163x164 cm, Лувър (Париж)
- Венера (Venere), ок. 1493-1494, маслено платно, 151x69 cm, Уфици (Флоренция)
- Поклонението пред Младенеца със малкия св. Йоан Кръстител (Adorazione del Bambino con san Giovannino), ок. 1500-1505, темпера върху дърво, диам. 115 cm, Музей „Орне“ (Флоренция)
- Портрет на Перуджино (Ritratto del Perugino), приписван и на Рафаело, ок. 1504, маслена картина върху дърво, 51x37 cm, Уфици (Флоренция)
- Възнесение на Магдалена (Ascensione della Maddalena), ок. 1510, темпера върху дърво, 51x38 cm, Христиански музей (Естергом)
- Поклонение на пастирите (Adorazione dei pastori), ок. 1510, маслена картина върху дърво, 224x196 cm, Уфици (Флоренция)
- Обезглавяване на Св. Йоан Кръстител (Decapitazione del Battista), маслена картина върху дърво, част от долната част на олтара, Градски музей за средновековно и модерно изкуство (Арецо)

- Мадона ди Пиаца, c Верокио (ок. 1474 - 1486)
- Мадона Драйфус (1475 – 1480)
- Мадоната с Младенеца (1475)
- Поклонение (ок. 1480 - 1485)
- Благовещение (1480 - 1485)
- Поклонение (1480)
- Стигматите на св. Франциск (ок. 1490)
- Мадоната със св. св. Юлиан и Николай Мирликийски (1490 – 1492)
- Венера (1493 – 1495)
- Мария с Младенеца и двама светии (1510 – 1520)
- Поклонението пред Младенеца (ок. 1500)
- Поклонението на пастирите (ок. 1510)